# Харанділья-де-ла-Вера
Харанділья-де-ла-Вера (ісп. Jarandilla de la Vera) — муніципалітет в Іспанії, у складі автономної спільноти Естремадура, у провінції Касерес. Населення — 3116 осіб (2010).
Муніципалітет розташований на відстані близько 170 км на захід від Мадрида, 95 км на північний схід від Касереса.

## Демографія
Динаміка населення (INE ):

## Галерея зображень

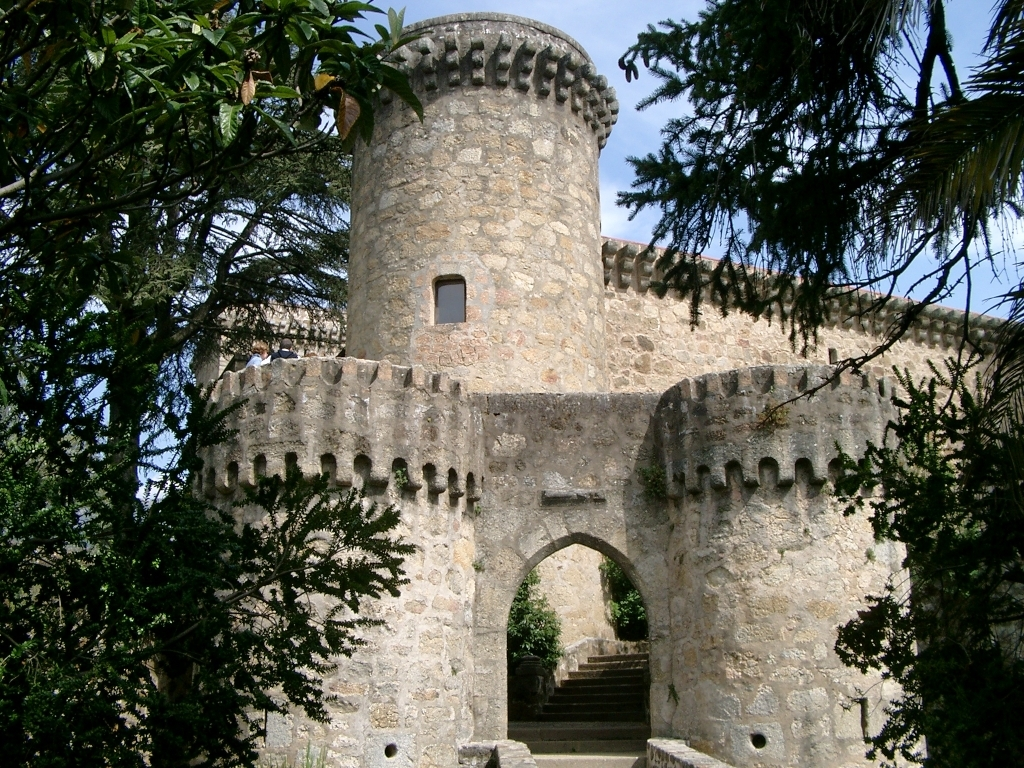
Замок Лос-Кондес-де-Оропеса
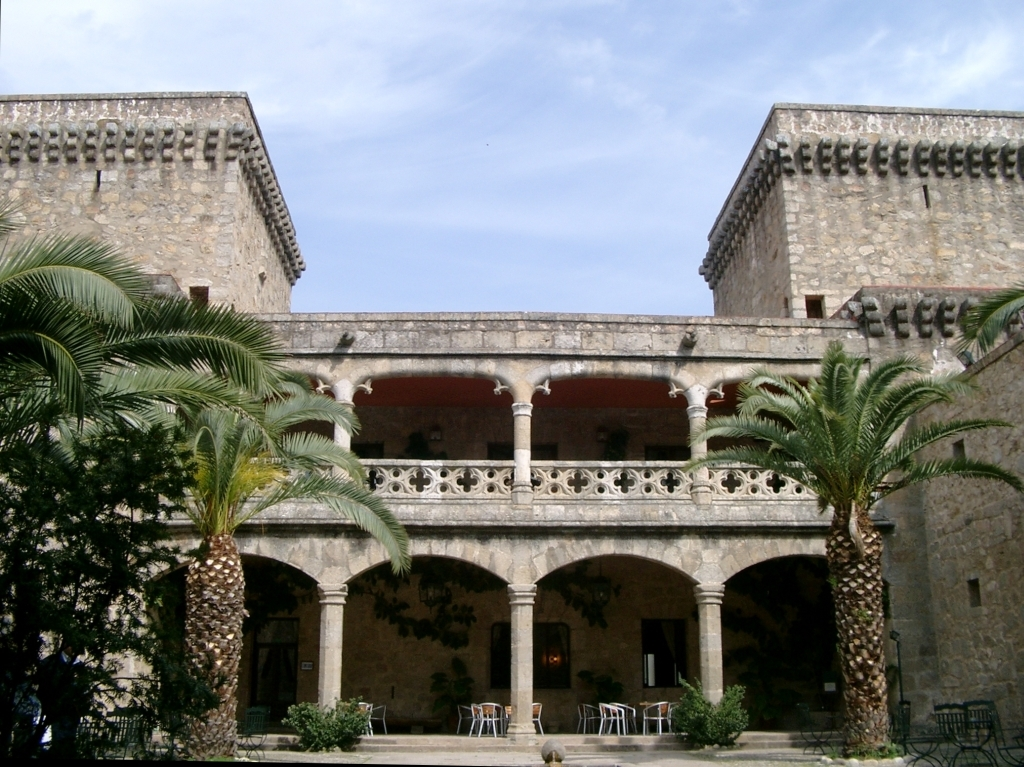
Замок Лос-Кондес-де-Оропеса